# Marina Bassols Ribera
Marina Bassols Ribera (ur. 13 grudnia 1999 w Blanes) – hiszpańska tenisistka.

## Kariera tenisowa
W karierze wygrała osiem singlowych i siedem deblowych turniejów rangi ITF. 5 lutego 2024 zajmowała najwyższe miejsce w rankingu singlowym WTA Tour – 105. pozycję, natomiast 15 sierpnia 2022 osiągnęła najwyższą lokatę w deblu – 194. miejsce.

## Finały turniejów WTA 125

### Gra pojedyncza 3 (2–1)
| Końcowy wynik | Nr | Data             | Turniej  | Nawierzchnia  | Przeciwniczka    | Wynik finału |
| ------------- | -- | ---------------- | -------- | ------------- | ---------------- | ------------ |
| Finalistka    | 1. | 18 czerwca 2023  | Walencja | Ceglana       | Majar Szarif     | 3:6, 3:6     |
| Zwyciężczyni  | 1. | 17 września 2023 | Lublana  | Ceglana       | Zeynep Sönmez    | 6:0, 7:6(2)  |
| Zwyciężczyni  | 2. | 3 grudnia 2023   | Andora   | Twarda (hala) | Erika Andriejewa | 7:5, 7:6(3)  |

### Gra podwójna 1 (0–1)
| Końcowy wynik | Nr | Data              | Turniej    | Nawierzchnia | Partnerka      | Przeciwniczki                 | Wynik finału |
| ------------- | -- | ----------------- | ---------- | ------------ | -------------- | ----------------------------- | ------------ |
| Finalistka    | 1. | 21 listopada 2021 | Montevideo | Ceglana      | Carolina Alves | Irina Bara Ekaterine Gorgodze | 4:6, 3:6     |

## Finały turniejów ITF
| turnieje z pulą nagród 100 000 $ (W100)  |
| turnieje z pulą nagród 80 000 $ (W80)    |
| turnieje z pulą nagród 60 000 $ (W75)    |
| turnieje z pulą nagród 40 000 $ (W50)    |
| turnieje z pulą nagród 25/30 000 $ (W35) |
| turnieje z pulą nagród 15 000 $ (W15)    |
| turnieje z pulą nagród 10 000 $          |

### Gra pojedyncza 13 (8–5)
| Rezultat     |    | Data       | Turniej          | ($)      | Naw.    | Przeciwniczka        | Wynik            |
| Finalistka   | 1. | 30/09/2017 | Melilla          | 15 000   | Ceglana | Eva Guerrero Álvarez | 4:6, 0:6         |
| Zwyciężczyni | 1. | 11/02/2018 | Manacor          | 15 000   | Ceglana | Marta Pajgina        | 6:1, 6:4         |
| Finalistka   | 2. | 25/02/2018 | Palma Nova       | 15 000   | Ceglana | Seone Mendez         | 7:6(3), 1:6, 2:6 |
| Zwyciężczyni | 2. | 26/08/2018 | Rotterdam        | 15 000   | Ceglana | Swiatłana Pirażenka  | 7:5, 6:2         |
| Zwyciężczyni | 3. | 02/09/2018 | Haren            | 15 000   | Ceglana | Lara Salden          | 6:2, 7:6(4)      |
| Zwyciężczyni | 4. | 03/02/2019 | Manacor          | 15 000   | Ceglana | Ioana Loredana Roșca | 6:3, 6:4         |
| Finalistka   | 3. | 08/09/2019 | Marbella         | 25 000   | Ceglana | Arantxa Rus          | 2:6, 2:6         |
| Finalistka   | 4. | 07/03/2021 | Manacor          | 25 000   | Twarda  | Nuria Párrizas Díaz  | 2:6, 1:6         |
| Zwyciężczyni | 5. | 14/03/2021 | Manacor          | 15 000   | Twarda  | Camilla Rosatello    | 7:5, 6:2         |
| Zwyciężczyni | 6. | 19/06/2022 | Madryt           | 60 000   | Twarda  | Alexandra Eala       | 6:4, 7:5         |
| Zwyciężczyni | 7. | 03/07/2022 | Palma del Río    | 25 000+H | Twarda  | Jessika Ponchet      | 5:7, 6:4, 6:3    |
| Finalistka   | 5. | 18/09/2022 | Caldas da Rainha | 60 000+H | Twarda  | Lucrezia Stefanini   | 6:3, 1:6, 6:7(3) |
| Zwyciężczyni | 8. | 27/11/2022 | Walencja         | 80 000+H | Ceglana | Ylena In-Albon       | 6:4, 6:0         |

### Gra podwójna 14 (7–7)
| Rezultat     |    | Data       | Turniej                    | ($)      | Naw.    | Partnerka              | Przeciwniczki                             | Wynik                |
| Finalistka   | 1. | 22/09/2017 | Madryt                     | 15 000   | Twarda  | Júlia Payola           | Alicia Barnett Olivia Nicholls            | 1:6, 2:6             |
| Finalistka   | 2. | 14/07/2018 | Getxo                      | 25 000   | Ceglana | Guiomar Maristany      | Yvonne Cavallé Reimers Ángela Fita Boluda | 3:6, 2:6             |
| Zwyciężczyni | 1. | 19/07/2018 | Don Benito                 | 15 000   | Twarda  | Irina Cantos Siemers   | Noelia Bouzó Zanotti Ángela Fita Boluda   | 6:1, 6:2             |
| Zwyciężczyni | 2. | 03/08/2018 | El Espinar                 | 25 000   | Twarda  | Olga Parres Azcoitia   | Tamara Čurović Başak Eraydın              | 7:5, 6:4             |
| Finalistka   | 3. | 12/10/2018 | Riba-roja de Túria         | 25 000   | Ceglana | Ángela Fita Boluda     | Aliona Bolsova Despina Papamichail        | 2:6, 2:6             |
| Finalistka   | 4. | 23/11/2018 | Nules                      | 15 000   | Ceglana | Júlia Payola           | Cristina Bucșa Claudia Hoste Ferrer       | 6:7(3), 3:6          |
| Finalistka   | 5. | 15/06/2019 | Barcelona                  | 60 000   | Ceglana | Yvonne Cavallé Reimers | Kyōka Okamura Moyuka Uchijima             | 6:7(7), 4:6          |
| Zwyciężczyni | 3. | 03/08/2019 | El Espinar                 | 25 000   | Twarda  | Feng Shuo              | Alexandra Bozovic Szalimar Talbi          | 7:5, 7:6(4)          |
| Finalistka   | 6. | 10/08/2019 | Las Palmas                 | 25 000+H | Ceglana | Feng Shuo              | Victoria Rodríguez Ana Sofía Sánchez      | 3:6, 5:7             |
| Zwyciężczyni | 4. | 17/08/2019 | Las Palmas de Gran Canaria | 25 000+H | Ceglana | Feng Shuo              | Manon Arcangioli Kimberley Zimmermann     | 6:3, 6:1             |
| Zwyciężczyni | 5. | 05/09/2020 | Montemor-o-Novo            | 25 000   | Twarda  | Ioana Loredana Roșca   | Jodie Burrage Olivia Nicholls             | 7:6(5), 4:6, 10–6    |
| Zwyciężczyni | 6. | 27/09/2020 | Porto                      | 15 000   | Twarda  | Carolina Alves         | Júlia Payola Himeno Sakatsume             | 6:3, 4:6, 10–7       |
| Zwyciężczyni | 7. | 07/05/2022 | Tossa de Mar               | 25 000+H | Ceglana | Ioana Loredana Roșca   | Yvonne Cavallé Reimers Celia Cerviño Ruiz | 7:5, 6:0             |
| Finalistka   | 7. | 19/04/2025 | Madryt                     | 100 000  | Ceglana | Andrea Lázaro García   | Nicole Fossa Huergo Żybek Kułambajewa     | 6:7(7), 7:6(4), 4–10 |